# 梅列区
梅列区（ばいれつく）は中華人民共和国福建省三明市に存在した市轄区。

## 行政区画
下部に3街道、2鎮を管轄する。
- 街道
  - 列東街道、列西街道、徐碧街道
- 鎮
  - 陳大鎮、洋渓鎮

## 交通

### 鉄道
- 中国鉄路総公司
  - 鷹廈線

### 道路
- 高速道路
  - 長深高速道路
- 道路
  - G205国道